# Конфігурація (астрономія)

Ілістрація основних конфігурацій в проєкції на площину екліптики. Сполучення: кут Сонце-Земля-планета дорівнює 0°. Протистояння: кут Сонце-Земля-планета дорівнює 180°. Квадратура: кут Сонце-Земля-планета дорівнює 90°. Елонгація: кут Сонце-Земля-планета максимальний (для внутрішніх планет).

Конфігура́ції (лат. configuratio, від configuro — «надаю правильну форму») — характерне взаємне розташування планет або інших космічних тіл відносно Сонця і Землі. Основними типами конфігурацій є сполучення, протистояння, квадратура й елонгація.

## Основні конфігурації

### Сполучення

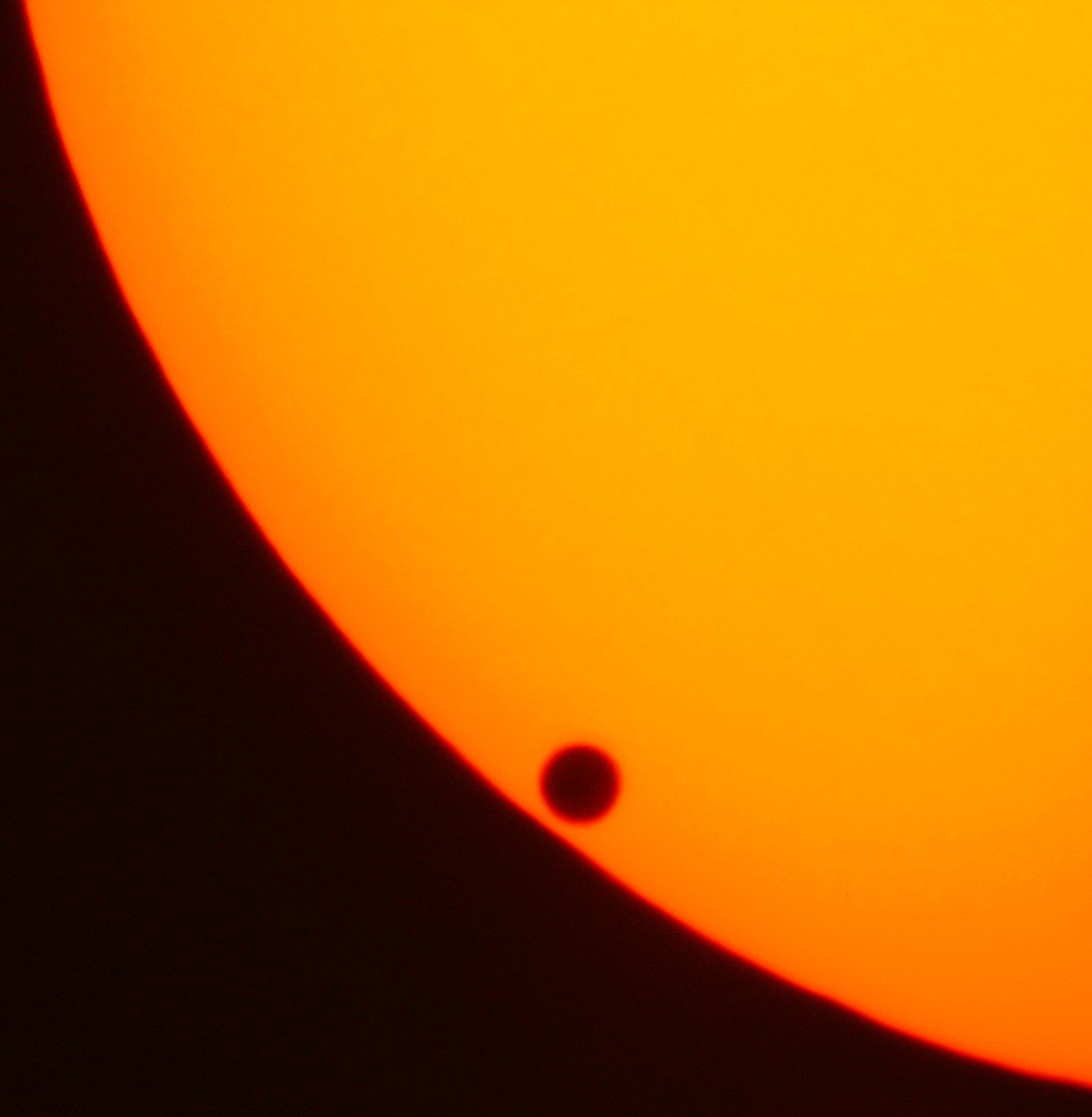
Проходження Венери по диску Сонця можливе тільки в нижньому сполученні

Сполучення відбувається тоді, коли Сонце та планета мають однакову екліптичну довготу (або однакове пряме сходження). Розрізняють верхнє сполучення, коли планета перебуває за Сонцем та нижнє сполучення, коли планета перебуває перед Сонцем.
Верхнє сполучення можливе для всіх планет, нижнє — тільки для внутрішніх («нижніх») планет Венери та Меркурія, орбіти яких розташовані всередині земної, а також для комет і астероїдів, які заходять всередину земної орбіти.
Спостерігати небесні тіла у сполученні важко, бо вони знаходяться близько до Сонця (однак не обов'язково на одній прямій, — через нахили орбіт планети можуть проходити вище або вище, ніж Сонце). Поблизу верхнього з'єднання видима півкуля планети майже повністю аосвітлена Сонцем, а поблизу нижнього з'єднання видно лише вузький освітлений серп.
В нижніх з'єднаннях планети можуть проходити перед диском Сонця. Проходження Венери і проходження Меркурія відіграли важливу роль в історії астрономії.

### Протистояння

Ілюстрація того, як через еліптичність орбіти Марса можуть відрізнятися відстані до нього в протистояння різних років

Протистоянням називається така конфігурація, в якій екліптичні довготи (пряме сходження) Сонця та планети відрізняються на 180°. Протистояння можливі лише для зовнішніх («верхніх») планет, які знаходяться ззовні орбіти Землі, а також для Місяця, комет, більшості астероїдів.
В протистояння зовнішні планети й астероїди повернуті до Землі своїм освітленим боком, а відстані до них близькі до своїх мінімальних значень, тому умови для їх астрономічних спостережень найкращі. Велику роль у спостереженнях відіграють протистояння Марса, особливо так звані «великі протистояння», які трапляються біля перигелію його сильно витягнутої орбіти, що робить відстань до Землі ще меншою. Великі протистояння Марса повторюються кожні 15—17 років.
В протистояння яскравість небесних тіл може досягати свого максимуму, — не тільки через мінімальне значення відстані, а ще й через опозиційний ефект.

### Квадратура
Квадратурою називають таку конфігурацію, коли екліптичні довготи Сонця та планети відрізняються на 90°. Якщо планета при цьому знаходиться на схід від Сонця, конфігурація називається східною квадратурою, а якщо на захід — західною квадратурою. У східній квадратурі різниця екліптичних довгот Сонця і планети становить -90°, а в західній +90°.
Квадратури можливі для зовнішньіх планет, Місяця, комет, зовнішніх астероїдів.
Іноді виділяють також напівквадратури, коли кут між планетою (місяцем) і Сонцем становить 45°, і полуторні квадратури (135°).

### Елонгація
Елонгацією називається така конфігурація, в якій кутова відстань між планетою та Сонцем є найбільшою. Елонгація можлива лише для внутрішніх (або «нижніх») планет — Венери та Меркурія, — а також для астероїдів, які заходять всередину земної орбіти.
Тим саме терміном елонгація називається й саме значення кутової відстані між планетою та Сонцем. Значення цих кутових відстаней (кутів елонгації) для Меркурія та Венери в максимумі (в конфігурації елонгації) становлять близько 28 і 47 градусів.
Якби орбіти Землі і планети були коловими і лежали в одній площині, то можна було б сказати, що в елонгацію пряма Земля-планета є дотичною до орбіти планети, кут Сонце-планета-Земля становить 90°, і при спостереженні з Землі планету видно освітленою Сонцем рівно на половину. Однак через еліптичність і нахили орбіт ці твердження справедливі лише наближено.

## Синодичний період
Проміжок часу між двома однаковими послідовними конфігураціями космічних тіл називають синодичним періодом. Його можна обчислити за формулою:
{\displaystyle \Delta \Omega =\Omega _{sid}-\Omega _{syn}}
де {\displaystyle \Delta \Omega } – різниця між кутовими швидкостями тіл, {\displaystyle \Omega _{sid}} – сидерична кутова швидкість. Частіше використовують інші формули:
{\displaystyle {\frac {1}{T_{syn}}}=\left\vert {\frac {1}{T_{1}}}-{\frac {1}{T_{2}}}\right\vert }, коли тіла обертаються в одному напрямку;
{\displaystyle {\frac {1}{T_{syn}}}={\frac {1}{T_{1}}}+{\frac {1}{T_{2}}}}, коли тіла обертаються у протилежних напрямках (одне за годинниковою стрілкою, а інше проти),
де {\displaystyle T_{1}} – період обертання першого тіла, {\displaystyle T_{2}} – період обертання другого тіла.

## Конфігурації Місяця

Місяць у різних положеннях відносно Сонця, вид з боку північного полюса Землі. Сполучення (1); протистояння (5); східна (3) та західна (7) квадратури; східна (2) та західна (8) напівквадратури; східна (4) та західна (6) полуторні квадратури

Для Місяця можливі ті ж конфігурації, що й для зовнішніх планет. Вони відповідають наступним фазам Місяця:
- новий місяць — сполучення
- перша чверть — східна квадратура
- повний місяць — протистояння
- остання чверть — західна квадратура